# Antennella curvitheca
Antennella curvitheca är en nässeldjursart som beskrevs av John Fraser 1937. Antennella curvitheca ingår i släktet Antennella och familjen Halopterididae. Inga underarter finns listade i Catalogue of Life.